# Draft de l'NBA del 1965
El Draft de l'NBA de 1965 va produir quatre futurs membres del Basketball Hall of Fame.

## Primera ronda
|  | = All-Star     |
|  | = Hall of Fame |

| Posició | Jugador              | Nacionalitat | Equip de l'NBA         | Origen (Universitat/club) |
| ------- | -------------------- | ------------ | ---------------------- | ------------------------- |
| 1       | Fred Hetzel (F)      | Estats Units | San Francisco Warriors | Davidson                  |
| 2       | Bill Bradley (F)     | Estats Units | New York Knicks        | Princeton                 |
| 3       | Bill Buntin (C)      | Estats Units | Detroit Pistons        | Michigan                  |
| 4       | Rick Barry (F)       | Estats Units | San Francisco Warriors | Miami                     |
| 5       | Dave Stallworth (F)  | Estats Units | New York Knicks        | Wichita State             |
| 6       | Jerry Sloan (G)      | Estats Units | Baltimore Bullets      | Evansville                |
| 7       | Billy Cunningham (F) | Estats Units | Philadelphia 76ers     | North Carolina            |
| 8       | Jim Washington (F)   | Estats Units | St. Louis Hawks        | Villanova                 |
| 9       | Nate Bowman (C)      | Estats Units | Cincinnati Royals      | Wichita State             |
| 10      | Gail Goodrich (G)    | Estats Units | Los Angeles Lakers     | UCLA                      |
| 11      | Ollie Johnson        | Estats Units | Boston Celtics         | San Francisco             |

## Segona ronda
| Posició | Jugador              | Nacionalitat | Equip de l'NBA         | Origen (Universitat/club) |
| ------- | -------------------- | ------------ | ---------------------- | ------------------------- |
| 12      | Will Frazier (F)     | Estats Units | San Francisco Warriors | Grambling                 |
| 13      | Dick Van Arsdale (G) | Estats Units | New York Knicks        | Indiana                   |
| 14      | Tom Van Arsdale (F)  | Estats Units | Detroit Pistons        | Indiana                   |
| 15      | Tal Brody (G)        | Estats Units | Baltimore Bullets      | Illinois                  |
| 16      | Jesse Branson (F)    | Estats Units | Philadelphia 76ers     | Elon                      |
| 17      | Hal Belvins          | Estats Units | New York Knicks        | Arkansas                  |
| 18      | Flynn Robinson (G)   | Estats Units | Cincinnati Royals      | Wyoming                   |
| 19      | John Fairchild (F)   | Estats Units | Los Angeles Lakers     | Brigham Young             |
| 20      | Ronnie Watts (F)     | Estats Units | Boston Celtics         | Wake Forest               |